# John Shepherd
John William Shepherd (Glen Ellyn, Illinois, 18 de noviembre de 1960) es un actor y productor cinematográfico estadounidense, reconocido por su papel en la película de terror Friday the 13th: A New Beginning (1985) como Tommy Jarvis. También apareció en un episodio de la serie de televisión Viernes 13.

## Carrera
Otras películas que protagonizó fueron Deep Cover (1992) y Down Periscope (1996). Su último papel en cine ocurrió en el año 2000 en la cinta Bobby Jones: Stroke of Genius. Shepherd ha hecho apariciones como invitado en programas de televisión como Quantum Leap, Tour of Duty, Friday the 13th: The Series y T.J. Hooker.
Se ha desempeñado como presidente de la compañía Mpower Pictures, produciendo películas como The Ultimate Gift y Bobby Jones: Stroke of Genius. También produjo la cinta ganadora en el Festival de Cine de Los Ángeles de 2009 The Stoning of Soraya M., y al año siguiente produjo Snowmen.

## Filmografía

### Cine
- Friday the 13th: A New Beginning  (1985) - Tommy Jarvis
- Thunder Run  (1986) - Chris
- Caught  (1987) - Tim Devon
- Banzai Runner  (1987) - Beck Baxter
- Hot Paint  (1988)
- Frank Nitti: The Enforcer  (1988)
- The Hunt for Red October  (1990)
- The Heroes of Desert Storm  (1991)
- Deep Cover  (1992)
- Down Periscope  (1996)
- The Ride  (1997)
- Bless the Child  (2000) - Sr. Czernik
- The Climb  (2002) - Pastor
- Bobby Jones: Stroke of Genius  (2004) - Bob Woodruff

### Televisión
- The Phantom of the Open Hearth  (1978) - Ralph Parker
- California Fever  (1979) - Don
- 240-Robert  (1981) - Chris
- The Other Victim  (1981) - Steve Langford
- T.J. Hooker  (1982) - David Wagner
- Confessions of a Married Man (1983) - Tom
- Close Ties  (1983) - Thayer
- The Kidnapping of Baby John Doe  (1987)
- Friday the 13th: The Series  (1988)
- High Mountain Rangers  (1988)
- I'll Be Home for Christmas  (1988) - Greg
- Tour of Duty  (1989) - Taft
- The Equalizer  (1989) - Michael Gianelli
- Quantum Leap  (1990) - Thomas
- Road to Avonlea (1990) - Henry
- Rock Hudson (1990)
- Shannon's Deal (1990)
- Mark Twain and Me  (1991)